# تاريخ الجامعات البحثية الأوروبية

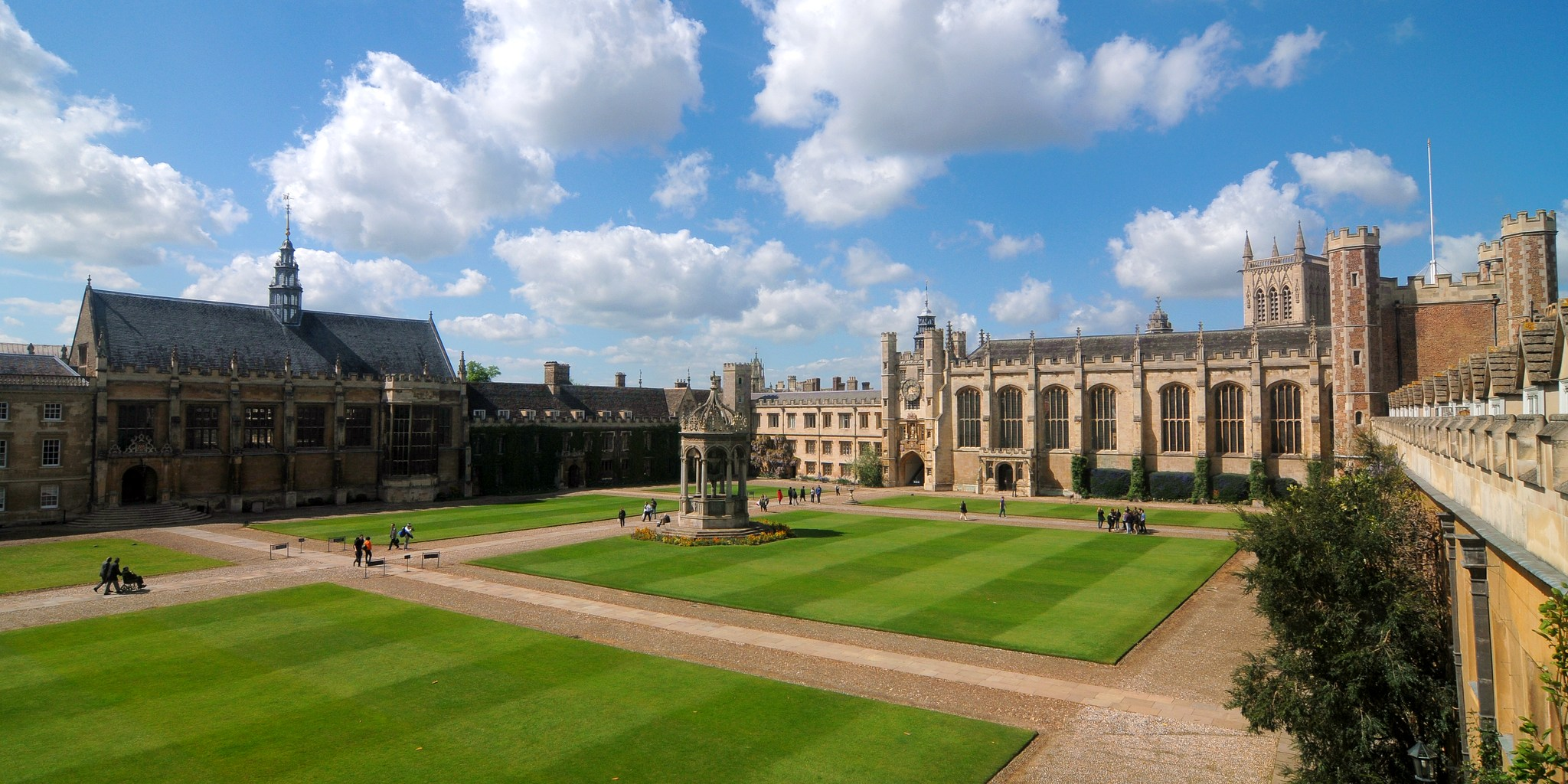
جامعة كامبريدج احتلت المركز الأول أوروبيًا على ترتيب جامعات العالم.

تعود عمومًا الجامعة كمؤسسة للتعليم العالي إلى القرون الوسطى ويشير الباحثين إلى كون الجامعة ذات جذور مسيحية. فقبل قيامها رسميًا، عملت العديد من الجامعات في العصور الوسطى لمئات السنين كمدارس المسيحية ومدارس رهبانية، وعلّم فيها الرهبان والراهبات، كذلك تعتبر منح الشهادة الجامعية بعد إنهاء التعليم نتاج مسيحي. ويرى المؤرخ جيفري بلايني أن الجامعة أصبحت سمة مميزة للحضارة المسيحية.
أوائل الجامعات التي أرتبطت بالكنيسة الرومانية الكاثوليكية بدأت كمدرسة كتدرائية أو مدرسة رهبانية ثم سرعان مإنفصلت مع زيادة عدد الطلاب ومن هذه الجامعات كانت جامعة بولونيا، جامعة باريس، جامعة أوكسفورد، جامعة مودينا، جامعة بلنسية، جامعة كامبردج، جامعة سالامانكا، جامعة مونبلييه، جامعة بادوفا، جامعة تولوز، جامعة نيو اورليانز، جامعة سيينا، جامعة بودابست، جامعة كويمبرا، جامعة روما سابينزا وجامعة جاجيلونيان في كراكوف وشغل نسبة كبيرة من رجال الدين والرهبان المسيحيين مناصب كأساتذة في هذه الجامعات، كان يتم التدريس فيها كافة المواضيع كللاهوت والفلسفة والقانون والطب والعلوم الطبيعية. وكان عدد الجامعات الأوروبية غداة الإصلاح البروتستانتي قد إزداد بشكل كبير إذ أن التنافس الكاثوليكي-البروتستانتي في بناء الجامعات والمؤسسات التعليمية، أدى إلى انتعاش ورفع المستوى في التعليم والعلوم والفكر.
يوجد بأوروبا عدد من أشهر الجامعات في العالم، وتشمل الجامعات البريطانية في كمبردج وأدنبره ولندن وأكسفورد. وتحتل كل من جامعة كامبريدج وأكسفورد كأفضل جامعات في العالم. كما تشمل جامعات أوروبا أيضًا جامعة باجلونيا في كراكوف ببولندا، وجامعة بولونيا بإيطاليا، وجامعة دبلن بإيرلندا وجامعة هايدلبرغ بألمانيا بالإضافة إلى جامعات موسكو وباريس وجامعة روما سابينزا وفيينا بالنمسا. عدد من هذه الجامعات الأوروبية يعتبر من أفضل جامعات العالم مثل جامعة جامعة كامبريدج الثانية على مستوى العالم، وامبريال كوليدج لندن (الثالثة) وجامعة أكسفورد (الخامسة) وكلية لندن الجامعية (السادسة) كما أن عدد من الجامعات السويدية والألمانية والإيطالية والفرنسية والسويسرية وغيرها حسب التصنيف الأكاديمي تحتل بين أفضل 100 جامعة في العالم.